# The Sound of Music (Laibach)
The Sound of Music è un album in studio del gruppo musicale sloveno Laibach, pubblicato nel 2018.

## Il disco
Si tratta di una reinterpretazione della colonna sonora del musical The Sound of Music. Le tracce dalla 1 alla 9 sono infatti state scritte da Richard Rodgers e Oscar Hammerstein II. Il disco inoltre include due canzoni folk coreane, mentre l'ultima traccia (12) è un discorso critico che deride l'uso da parte del gruppo di contenuti sessualmente espliciti e immagini in stile nazista nei loro video musicali. Esso è stato pronunciato da Ryu, presidente del Comitato per lo scambio culturale con i Paesi stranieri in seguito all'offerta dei Laibach di esibirsi nella Repubblica Popolare Democratica di Corea.

## Tracce
1. The Sound of Music – 4:55
2. Climb Ev'ry Mountain – 4:03
3. Do-Re-Mi – 4:26
4. Edelweiss – 3:15
5. My Favorite Things – 3:42
6. The Lonely Goatherd – 3:32
7. Sixteen Going On Seventeen – 4:04
8. So Long, Farewell – 3:18
9. Maria/Korea – 4:19
10. Arirang – 2:59
11. The Sound of Gayageum – 2:04
12. Welcome Speech – 1:31